# 景徳王
景徳王（けいとくおう、? - 765年）は、新羅の第35代の王（在位：742年 – 765年）で、姓は金、諱は憲英。先代の孝成王の同母弟であり、父は第33代聖徳王、母は伊飡（2等官）の金順元の娘の炤徳王后。王妃は舒弗邯（1等官）の金義忠の娘の満月夫人（景垂王后）。孝成王に子がなかったために739年5月に太子に立てられており、742年5月に孝成王の死去に伴い王位に就いた。

## 治世
唐からは先王の官爵を継承することを許され、743年にあらためて＜開府儀同三司・使持節大都督・鶏林州諸軍事・兼持節充寧海軍使・新羅王＞に冊封された。また、このとき、玄宗自らが注釈をつけた『孝経』を下賜されている。この後も王弟を賀正使として唐に派遣したり、度々の朝貢を行なったりして、唐との親密な関係は維持された。
日本との交流においては、半島統一後の唐や渤海に対する緊張感のために背後となる日本に対しては低姿勢の外交を行なってきていたが、唐との関係を回復するにつれて、すでに聖徳王の頃から対立を生じるようになっていた。また、唐とともに共通の敵国とした渤海が文王大欽茂の即位とともに唐との平和的な関係を築き、かつ日本へも接近するようになったために、いよいよ新羅と日本との外交にも大きな変化が現われることとなった。両国間では頻度は低くなったものの互いに使者の行き来はあったが、政府としては使者を正式に迎え入れなくなったことがそれぞれの史料に残っている。
官吏を弾劾するための職能を持つ司正府を創設、官吏を監察するために貞察を配置したように、官僚機構の維持を図るとともに、752年には倉部（徴税）の史（3次官）を3名増員するなど徴税業務の増大への対応をしていたことからも、王権とともに国力が充実した様がうかがえる。また、757年には上大等の金思仁を病気を理由に解任し、後任の金信忠も763年には政治的責任を追及して罷免した。上大等は新羅の中央貴族連合勢力の頂点にある有力者であって一王代を通じて辞職することは認められなかったものであるが、先例となる聖徳王代には老齢を理由とする辞職願いを許可したものであったのに対し、景徳王代の解任劇では上大等の地位そのものが低下し、中央官僚制に組み入れられた一官職に過ぎない様相を呈するに至った。
757年12月には、地方統治を目的として高句麗・新羅・百済の九州・五小京を含んだ全国各地の地名を固有語から中国風の漢字2文字に変更した。また、759年正月には中央官庁とそれに属する官職名についても中国風のものに変更している。地名改称については州に所属する郡県の区域の改定も行なっており、単なる美名改称ではなく、従来の三国時代の伝統を考慮した地方行政を律令体制の立場から再編推進しようとする意図のものであると考えられている。
しかしこうした律令体制を推進する政策の一方で、757年3月には官僚への俸給制度を廃止して禄邑制度を復活させている。土地と人民とを直接支配するために神文王の時代（689年）に禄邑制度から俸給制度に移行していたが、70年足らずでの制度復旧は、地域支配を基盤とする貴族連合の要求に妥協したものであり、当時の新羅では律令体制推進派と貴族連合体制への復帰派との政争があったものと見られている
762年5月には現在の黄海道方面に五谷（瑞興郡）・鵂巌（鳳山郡）・漢城（載寧郡）・池城（海州市）・徳谷（谷山郡）の六城を築いて渤海への備えとした。また、東宮や永昌宮の修繕、宮中に大池を造成、蚊川（慶州市の南川）に月浄橋・春川橋を架橋、永興寺（慶州市）・元延寺（未詳）の修築など、鎮護国家のため、土木事業を大いに行なったことが伝えられている。その極め付きは仏国寺であり、751年に建立が開始され、次の恵恭王の時代までかかって完成したものである。
在位24年にして765年6月に死去し、景徳と諡されて毛祇寺（『三国遺事』王暦では頃只寺とする）の西の峰に埋葬された。慶州市内南面の史跡第23号が景徳王陵として比定されている。